# Chorągiew pancerna koronna Mikołaja Hieronima Sieniawskiego

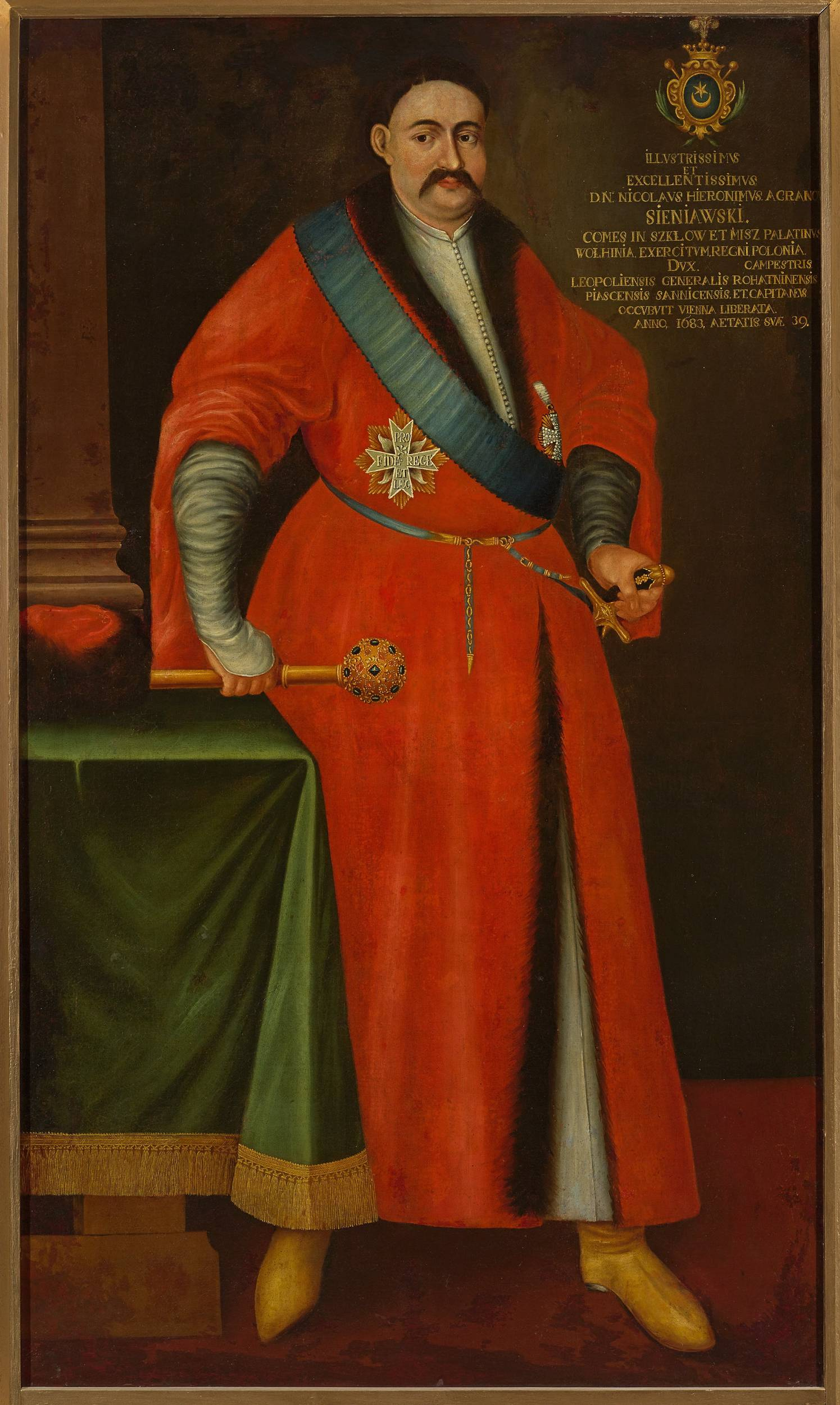
Mikołaj Hieronim Sieniawski herbu Leliwa

Chorągiew pancerna koronna Mikołaja Hieronima Sieniawskiego – chorągiew piechoty II połowy XVII wieku, okresu wojen Rzeczypospolitej z Turcją i Rosją.
Fundatorem i patronem chorągwi był hetman polny koronny Mikołaj Hieronim Sieniawski herbu Leliwa (zmarł 15 grudnia 1683).
Żołnierze chorągwi znaleźli się w kompucie wojsk koronnych pod Wiedniem w 1683 (200 koni) i wzięli udział w wojnie polsko-tureckiej 1683-1699.